# Mary Treat
Mary Lua Adelia Davis Treat, nota come Mary Treat (Trumansburg, 7 settembre 1830 – Pembroke, 11 aprile 1923), è stata una divulgatrice scientifica e attivista statunitense, nonché naturalista e corrispondente di Charles Darwin.
I contributi di Treat alla botanica e all'entomologia furono significativi: in suo onore sono state denominate sei specie di animali e piante, tra cui un'amarillidacea, Zephyranthes treatae (ora chiamata Zephyranthes atamasca var. Treatae) e due specie di formiche (Aphaenogaster mariae e  Aphaenogaster treatae).

## Biografia
Nata Mary Davis, proveniva da una famiglia appartenente alla classe media a Trumansburg (New York), anche se crebbe principalmente in Ohio, dove frequentò scuole femminili pubbliche e private. Davis sposò il dottor Joseph Burrell Treat, un abolizionista e professore, nel 1863; successivamente andarono a vivere in Iowa e nel 1868 si trasferirono a Vineland, nel New Jersey.
Dopo il suo trasferimento nel New Jersey, Treat iniziò seriamente i suoi studi scientifici e collaborò con suo marito ad articoli e ricerche di entomologia. Il primo articolo scientifico di Treat fu una nota pubblicata su The American Entomologist a 39 anni. In 28 anni scrisse 76 articoli di divulgazione scientifica e cinque libri. La sua ricerca si espanse rapidamente dall'entomologia all'ornitologia e alla botanica, descrivendo in dettaglio la vita di uccelli e piante nella regione meridionale del New Jersey e in particolare nei Pine Barrens. Dopo la separazione dal marito nel 1874, Treat si mantenne pubblicando articoli di divulgazione scientifica per periodici come Harpers & Queen. A partire dal 1870, pubblicò popolari pezzi naturalisti su Garden and Forest, Hearth and Home, Harper's e Lippincott's.
Il suo libro Injurious Insects of the Farm and Field originariamente pubblicato nel 1882, fu ristampato cinque volte. Raccolse anche piante e insetti per altri ricercatori, uno dei quali era l'eminente botanico di Harvard Asa Gray. Fu attraverso Gray che fu presentata a Charles Darwin. Treat scrisse lettere per impegnarsi in discorsi botanici ed entomologici non solo con Darwin e Gray, ma anche con Auguste Forel e Gustav Mayr. Si recò in Florida diverse volte tra il 1876 e il 1878 per indagare ulteriormente sulle piante insettivore. In uno di questi viaggi, ha scoperto il giglio Zephyranthes treatae (a cui Sereno Watson ha dato il nome) e scoprì che un altro giglio che si pensava estinto, non lo era.
Per i suoi contributi nel campo dell'entomologia, Samuel Hubbard Scudder denominò Treat un membro della Cambridge Entomological Society.

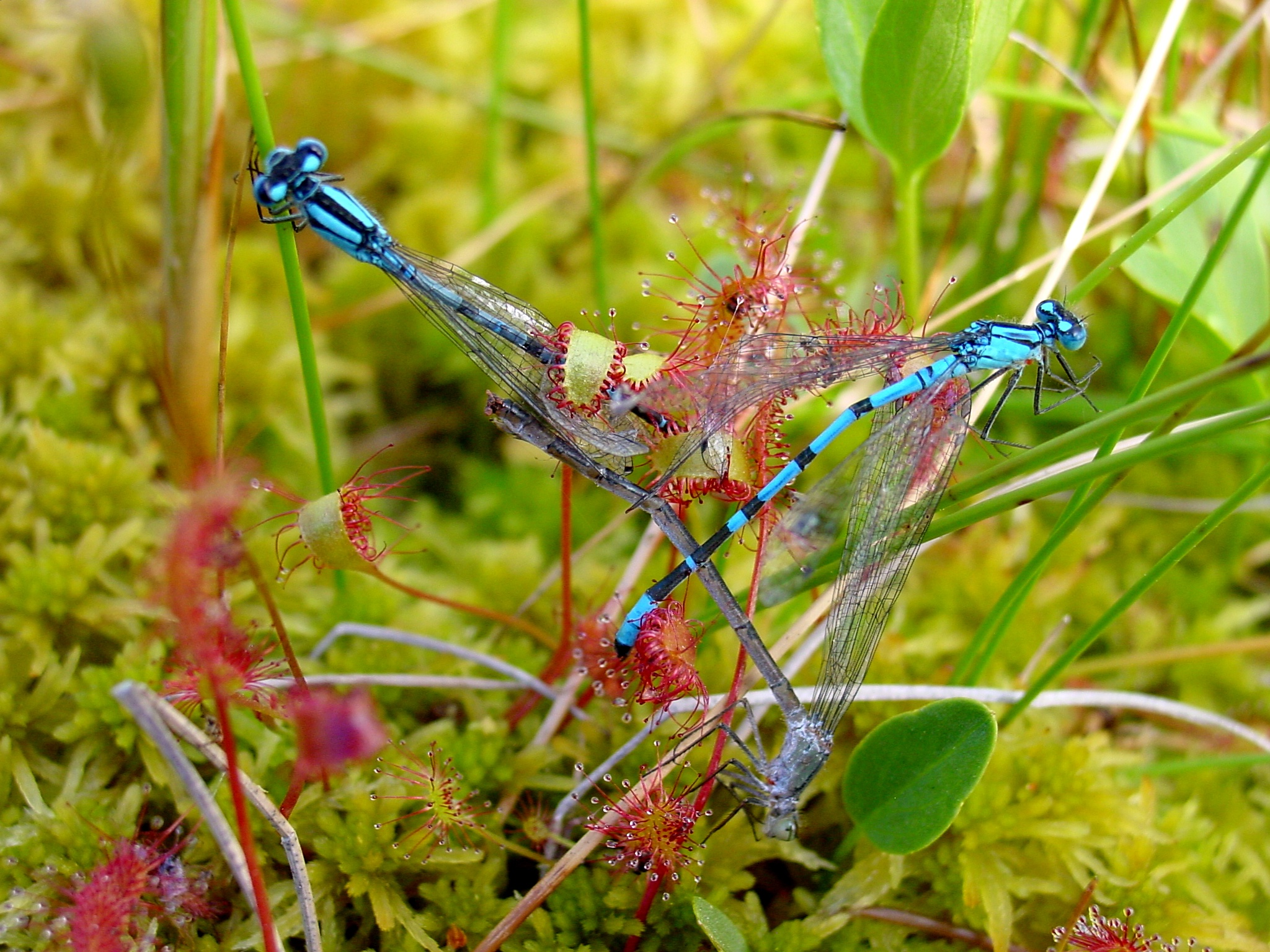
Drosera anglica con preda

Risale al 20 dicembre 1871 la lettera in cui Treat descrive le attività di cattura delle mosche della Drosera. La corrispondenza registrata di Treat e Darwin si estende per oltre cinque anni intorno al periodo di tempo in cui Darwin faceva ricerche, e poi pubblicava, sulle piante carnivore. Discutono prevalentemente di queste piante nella loro corrispondenza (sebbene non sia l'unico tema, hanno anche discusso del controllo del sesso nelle farfalle) e Treat ha criticato apertamente le ipotesi di Darwin. Uno scambio degno di nota riguardava la pianta dell'erba vescica, Utricularia clandestina.
L'insegnante e mentore di Darwin a Cambridge, John Stevens Henslow, aveva una chiara comprensione della morfologia delle piante di Utricularia (bladderwort in inglese), ma non era in grado di comprendere i meccanismi di funzionamento delle loro trappole. Darwin concluse erroneamente che gli animali entravano nelle trappole forzando la testa attraverso l'orifizio simile a una fessura con la testa che fungeva da cuneo. In una lettera a Treat la informò che questo argomento lo rendeva "mezzo matto". Treat fu profondamente assorbita da questo problema, compiendo ricerche intense. Dopo lunghe ore di osservazione della sequenza di cattura al microscopio, si rese conto che i peli attorno all'ingresso della trappola erano sensibili e facevano parte del processo di apertura delle trappole di Utricularia, contribuendo a nuove conoscenze sulla gamma di microscopiche prede animali catturate in queste trappole e i processi digestivi a cui erano sottoposti. Treat lo descrisse come "queste piccole vesciche... in verità come tanti stomaci, che digeriscono e assimilano cibo animale". Darwin rimase così colpito dal lavoro di Treat sulle piante carnivore che fece riferimento a lei, sia nel testo principale che nelle note a piè di pagina, in tutta la sua pubblicazione Piante insettivore (1875).

## Eredità e impatto culturale
Facendo tali affermazioni pubbliche sul lavoro scientifico di Treat, Darwin ha legittimato il suo ruolo di scienziata, sebbene questo non sia del tutto incontestato tra gli storici. L'opinione di Gianquitto, tuttavia, non è rispecchiata da tutti gli scrittori che discutono dell'identità scientifica di Treat. Con lo sviluppo di Internet, la corrispondenza di Treat con Darwin è stata analizzata in modo più dettagliato.

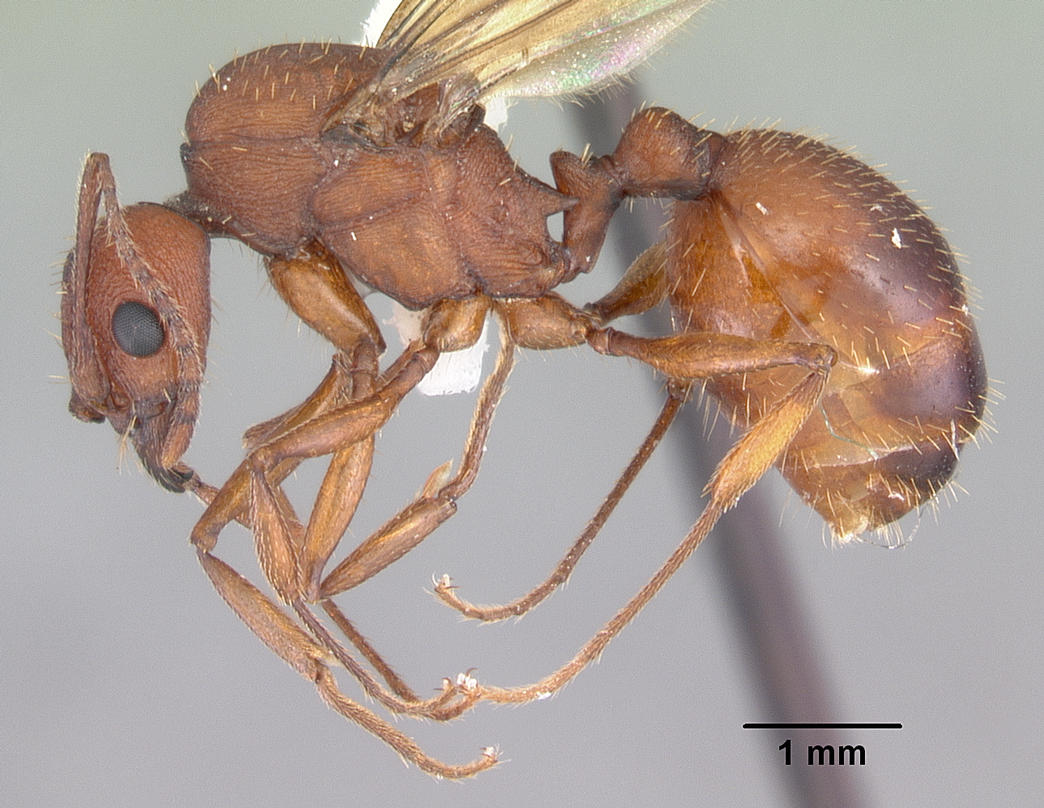
Aphaenogaster treatae

Il miglior archivio della vita di Treat è disponibile presso la Vineland Historical and Antiquarian Society. L'erbario dell'Università di Harvard ha una selezione di esemplari di Treat inviati ad Asa Gray ed esempi della loro corrispondenza originale. Il Darwin Correspondence Project ha riassunti della sua corrispondenza con Darwin, ma ancora nessuna copertura completa del contenuto delle loro lettere reciproche. Le lettere originali sono, per lo più, disponibili per la visione presso la Biblioteca dell'Università di Cambridge. Non è stata scritta una biografia definitiva di Treat.
La formica Aphaenogaster treatae prende il nome da Treat dall'entomologo svizzero Auguste Forel in onore della sua scoperta di esemplari di formiche in Florida e nel New Jersey. L'entomologo austriaco Gustav Mayr chiamò Belonocnema treatae un cinipide dopo averlo scoperto su una quercia in Florida.

## Nella cultura di massa
Mary Treat è una delle protagoniste del romanzo storico del 2018 Unsheltered, della scrittrice americana Barbara Kingsolver.

## Opere
Molte delle opere di Treat descrivono in dettaglio le sue osservazioni di insetti e uccelli in uno stile accessibile a un pubblico popolare.
- Chapters on Ants (1879)
- Injurious Insects of the Farm and Garden (1882)
- Home Studies in Nature (1885)
- Through a Microscope (1886)
- My Garden Pets (1887)
- Asa Gray: His Life and Work (1890)